# كورت ماركوس
كورت ماركوس (بالإنجليزية: Kurt Markus)‏ هو مصور أمريكي، ولد في 1947.